# Григорий (Манятопулос)
Архиепи́скоп Григо́рий III (в миру Григо́риос Манято́пулос, греч. Γρηγόριος Μανιατόπουλος; 22 декабря 1912, село Будза близ Смирны, Малая Азия (ныне Измир, Турция) — 11 сентября 1973 Афины, Греция) — иерарх Иерусалимской православной церкви, предстоятель автономной Синайской православной церкви с титулом Архиепи́скоп Сина́йский, Фара́нский и Раи́фский.

## Биография
Родился 22 декабря 1912 году, селе Будза близ Смирны в Малой Азии (ныне Измир Турция), где получил начальное образование в греческой школе. В 1922 году с семьёй переехал сначала в Грецию, а позже в Каир, где проживали его родственники (греческий квартал — Гелиополис).
В 1924 году поступил в Амбетиевскую школу в Каире (греч. Αμπέτειο Σχολή του Καΐρου) в которой окончил гуманитарное отделение. В 1928 году его учитель и духовный отец новоизбранный Синайский архиепископ Порфирий III рекомендовал юношу на обучение в Александрийскую семинарию им. св. Афанасия. Во время обучения был принят на подворье монастыря Святой Екатерины в Каире и облечён в рясофор.

### Преподавательская деятельность
В 1932 году по окончании семинарии был назначен учителем монастырской начальной школы в Раифе. Там его усилиями была создана воскресная катехизическая школа имени св. Иоанна Лествичника.
В 1933 году был пострижен в монашество, рукоположён архиепископом Синайским Порфирием III во иеродиакона и направлен на обучение на богословский факультет Афинского Университета. 25 декабря 1938 году по окончании обучения в Афинах вернулся в Каир и был назначен вице-серкретарём Синайского монастыря.
С августа 1939 года после кончины заместителя директора Амбетиевской школы архимандрита Андроника (выпускника Киевской духовной академии) на его место был назначен архимандрит Григорий, занявший должность профессора и вице-президента, одновременно исполняя обязанности главного секретаря и казначея подворья монастыря Святой Екатерины в Каире (Египет).
В 1940 году рукоположён во иеромонаха. С 1943 года — протосинкелл. В 1945 году возведён в сан архимандрита.

### Служение предстоятеля
В 4 января 1969 года избран архиепископом Синайским, Фаранским и Раифским. В связи с захватом Синайского полуострова израильтянами, архиерейская хиротония архимандрита Григория во епископа и возведение в сан архиепископа состоялась не в Иерусалиме, а в Афинах 2 февраля 1969 года, куда иерусалимский патриарх Венедикт I направил трёх митрополитов — Севастийского Германа, Неаполисского Артемия и находящегося в Афинах Экзарха Иерусалимского Патриархата — архиепископа Элевферопольского Хрисанфа. Представителем Александрийского Патриархата на хиротонии был епископ Гелиопольский Дионисий. Хиротония происходила на Иерусалимском подворье в Афинах.
Чтобы добраться до своей кафедры на Синайском полуострове, оккупированном израильскими войсками, архиепископ Григорий вынужден был прибегнуть к помощи международной организации Красный Крест.
В 1972 году перенёс тяжелый приступ сердечной болезни, но продолжал исполнять обязанности предстоятеля.
30 июля 1973 года отбыл на отдых в Афины, где 2 сентября у него неожиданно поднялась температура и он был госпитализирован. В афинском госпитале, исповедавшись и причастившись, скончался 11 сентября 1973 года.
13 сентября 1973 года отпевание и погребение усопшего на Синайском подворье в Афинах совершил патриарх Иерусалимский Венедикт.

### Научная деятельность
Был известен как талантливый педагог и богослов. Среди его трудов 18 книг по истории Синая («Празднование 1400-летия основания Синайского монастыря» Каир, 1967; «Путеводитель по Синаю» Каир, 1960 и др.), Амбетиевской школы; каталог 4 тысяч древних книг монастырской библиотеки (с 1540 по 1900 гг); работы по византологии («XII византологический съезд. Способ сохранения синайских икон» Каир, 1963) и гомилетике (Сборник проповедей в двух томах. Каир 1968).
Являлся активным сотрудником греческой газеты «Φως» («Свет»), выходящей в Каире.
Афинская академия присудила ему особую награду за его труды. В 1961 году участвовал в научной конференции византологов в Окленде и в 1966 году — в Оксфорде.

## Труды
- Εὑρετήριον τῶν ἀρχαίων ἐκδόσεων τῆς Μονῆς Σινᾶ (1540—1900), ὑπὸ τοῦ Ἀρχιμανδρίτου Γρηγορίου Μανιατόπουλος, Ἐν Καΐρῳ,. 1964
- Σιναϊτικαί και άλλαι συζητήσεις. [χ.ό.] Κάιρον, 1966.
- Αλληλογραφία σχετικά με τη βυζαντινή μουσική, 1968.
- ΙΣΤΟΡΙΚΟΚΟΙΝΩΝΙΚΑΙ ΜΕΛΕΤΑΙ Κάϊρον 1968,σελ.143